# Arnold Forstmann
Arnold Forstmann (né le 16 juin 1842 à Düsseldorf, mort en 1914 ou après) est un peintre prussien.

## Biographie
Arnold Forstmann entre à l'académie des beaux-arts de Düsseldorf en 1867 dans la classe de peinture paysagiste d'Oswald Achenbach. En février 1872, il quitte l'académie ; son dernier professeur est Albert Flamm. Il est noté dans la liste des élèves de l'académie qu'il est sourd et muet. Il vit à Düsseldorf jusqu'en 1889 puis on perd sa trace. De nombreuses peintures de paysages du sud de l'Allemagne laissent penser qu'il a fait de nombreux voyages.